# Élections législatives de 1800 dans la Mayenne
Les élections législatives françaises de 1800 se déroulent le 25 décembre 1800. Il n'y a pas de renouvellement par rapport aux élections législatives françaises de 1799. 

## Mode de scrutin
Les députés sont choisis par le Sénat conservateur dans les députés ralliés au Coup d'État du 18 Brumaire.

## Élus
| Député élu ou réélu        |  | Parti         |
| -------------------------- |  | ------------- |
| Michel-René Maupetit       |  | Bonapartistes |
| Olivier Provost du Bourion |  | Bonapartistes |
| Mathurin Enjubault         |  | Bonapartistes |
| Abraham Goyet-Dubignon     |  | Bonapartistes |